# Copa Confederación de la CAF 2006
La Confederation Cup del 2006 fue la 3ª edición del segundo torneo de clubes más importante de África organizado por la CAF.
El Étoile du Sahel de Túnez venció al entonces defensor del título, el FAR Rabat de Marruecos en la final. La final fue marcada por una confrontación del FAR Rabat contra el árbitro y sus asistentes luego de anular un gol.

## Ronda Preliminar
| Equipo 1             | Agr.          | Equipo 2            | Ida   | Vuelta |
| -------------------- | ------------- | ------------------- | ----- | ------ |
| ASC Entente          | w/o           | ASO Chlef           | 1     |        |
| Sahel SC             | 2 - 4         | Séwé Sports         | 1 - 1 | 1 - 3  |
| ES Zarzis            | 2 - 0         | US Ouagadougou      | 2 - 0 | 0 - 0  |
| Akonangui FC         | 0 - 0 (5-4 p) | Impôts FC           | 0 - 0 | 0 - 0  |
| TP USCA Bangui       | 1 - 5         | Les Astres FC       | 1 - 3 | 0 - 2  |
| Tourbillon FC        | 3 - 5         | CSMD Diables Noirs  | 2 - 2 | 1 - 3  |
| Bakau United FC      | w/o           | JC Abidjan          | 1     |        |
| Al-Akhdar            | 1 - 4         | Haras El Hodood     | 1 - 0 | 0 - 4  |
| Rayon Sport FC       | 2 - 0         | Awassa City FC      | 1 - 0 | 1 - 0  |
| Mighty Blackpool     | 2 - 3         | ASC CS Sucrière     | 2 - 1 | 0 - 2  |
| World Hope           | 1 - 2         | URA                 | 1 - 1 | 0 - 1  |
| Dynamic Togolais     | 0 - 5         | AS Bamako           | 0 - 0 | 0 - 5  |
| AS Kabasha           | 0 - 2         | Sogéa FC            | 0 - 0 | 0 - 2  |
| SMB FC               | 0 - 3         | Township Rollers FC | 0 - 2 | 0 - 1  |
| ZESCO United         | 4 - 0         | PAS Mates           | 3 - 0 | 1 - 0  |
| Masvingo United      | 2             | Moro United         |       |        |
| Ferroviario da Beira | 2 - 1         | Élan Club           | 2 - 1 | 3      |
| JKU FC               | 1 - 2         | USJF Ravinala       | 0 - 0 | 1 - 2  |

1 el ASC Entente y Bakau United abandonaron el torneo. 

2 Zimbabue no pudo mandar un equipo por la suspensión del torneo de copa, por lo que iba a mandar al subcampeón de liga, el Masvingo United, pero este estaba suspendido por la CAF. 

3 la serie entre Ferroviario da Beira y Élan Club se jugó a un partido por mutuo acuerdo.

## Primera Ronda
| Equipo 1           | Agr.           | Equipo 2                   | Ida   | Vuelta |
| ------------------ | -------------- | -------------------------- | ----- | ------ |
| ASO Chlef          | 0 - 1          | AS Douanes                 | 0 - 0 | 0 - 1  |
| Séwé Sports        | 2 - 3          | NA Hussein-Dey             | 1 - 0 | 1 - 3  |
| ES Zarzis          | 1 - 6          | Olympique Khouribga        | 1 - 0 | 0 - 6  |
| Akonangui FC       | 1 - 1 (5:6 p.) | Lobi Stars                 | 1 - 0 | 0 - 1  |
| Les Astres FC      | 3 - 4          | Pétro Atlético             | 1 - 2 | 2 - 2  |
| CSMD Diables Noirs | 2 - 3          | Berekum Arsenal            | 2 - 1 | 0 - 2  |
| JC Abidjan         | 0 - 2          | Heartland FC               | 0 - 0 | 0 - 2  |
| Haras El Hodood    | 7 - 0          | AS Kaloum Star             | 6 - 0 | 0 - 1  |
| Rayon Sport        | 1 - 3          | Al-Ittihad Al-Iskandary    | 1 - 0 | 0 - 3  |
| ASC CS Sucrière    | 0 - 4          | Espérance de Tunis         | 0 - 1 | 0 - 3  |
| URA                | 2 - 3          | Al-Merrikh SC              | 2 - 1 | 0 - 2  |
| AS Bamako          | 1 - 0          | King Faisal Babes          | 1 - 0 | 0 - 0  |
| Sogéa FC           | 1 - 2          | Interclube                 | 1 - 0 | 0 - 2  |
| ZESCO United       | 2 - 3          | Township Rollers FC        | 2 - 1 | 0 - 2  |
| Moro United        | 6 - 01         | Mazembe                    | 3 - 0 | 3 - 0  |
| USJF Ravinala      | 0 - 0 (4:3 p.) | Clube Ferroviário da Beira | 0 - 0 | 0 - 0  |

1 el TP Mazembe fue descalificado por presentarse tarde al primer partido a raíz de los problemas con el transporte.

## Segunda Ronda
| Equipo 1           | Agr.           | Equipo 2                | Ida   | Vuelta |
| ------------------ | -------------- | ----------------------- | ----- | ------ |
| NA Hussein-Dey     | 3 - 1          | AS Douanes              | 2 - 0 | 1 - 1  |
| Lobi Stars         | 2 - 3          | Olympique Khouribga     | 1 - 1 | 1 - 2  |
| Berekum Arsenal    | 0 - 2          | Pétro Atlético          | 0 - 0 | 0 - 2  |
| Haras El Hodood    | 2 - 3          | Heartland FC            | 0 - 0 | 2 - 3  |
| Espérance de Tunis | 1 - 1 (4:3 p.) | Al-Ittihad Al-Iskandary | 1 - 0 | 0 - 1  |
| AS Bamako          | 1 - 1 (2-3 p)  | Al-Merrikh SC           | 3 - 0 | 0 - 3  |
| Township Rollers   | 1 - 2          | Interclube              | 1 - 1 | 0 - 1  |
| USJF Ravinala      | 2 - 5          | Moro United             | 1 - 2 | 1 - 3  |

## Tercera Ronda
| Equipo 1          | Agr.  | Equipo 2            | Ida   | Vuelta |
| ----------------- | ----- | ------------------- | ----- | ------ |
| USCA Foot         | 0 - 1 | Interclube          | 0 - 0 | 0 - 1  |
| Renacimiento FC   | 5 - 4 | Heartland FC        | 5 - 0 | 0 - 4  |
| Étoile du Sahel   | 7 - 1 | Moro United         | 4 - 1 | 3 - 0  |
| Saint Eloi Lupopo | 3 - 2 | Al-Merrikh SC       | 2 - 0 | 1 - 2  |
| ASC Port Autonome | 0 - 4 | Pétro Atlético      | 0 - 1 | 0 - 31 |
| FAR Rabat         | 2 - 1 | NA Hussein-Dey      | 2 - 0 | 0 - 1  |
| Al Hilal          | 1 - 2 | Olympique Khouribga | 0 - 0 | 1 - 2  |
| Raja Casablanca   | 0 - 2 | Espérance de Tunis  | 0 - 0 | 0 - 2  |

1 el ASC Port Autonome no se presentó al segundo partido.

## Fase de grupos

### Grupo A
| Club                | Pts. | J | G | E | P | GF | GC | GD |
| ------------------- | ---- | - | - | - | - | -- | -- | -- |
| FAR Rabat           | 13   | 6 | 4 | 1 | 1 | 9  | 5  | 4  |
| Olympique Khouribga | 10   | 6 | 3 | 1 | 2 | 6  | 4  | 2  |
| Pétro Atlético      | 8    | 6 | 2 | 2 | 2 | 10 | 7  | 3  |
| Interclube          | 3    | 6 | 1 | 0 | 5 | 3  | 12 | -9 |

| Local               | Marcador | Visita              |
| ------------------- | -------- | ------------------- |
| Interclube          | 1 - 3    | Pétro Atlético      |
| FAR Rabat           | 3 - 1    | Olympique Khouribga |
| Olympique Khouribga | 1 - 0    | Interclube          |
| Pétro Atlético      | 1 - 1    | FAR Rabat           |
| FAR Rabat           | 2 - 0    | Interclube          |
| Olympique Khouribga | 1 - 0    | Pétro Atlético      |
| Interclube          | 0 - 2    | FAR Rabat           |
| Pétro Atlético      | 1 - 1    | Olympique Khouribga |
| Olympique Khouribga | 2 - 0    | FAR Rabat           |
| Pétro Atlético      | 4 - 1    | Interclube          |
| Interclube          | 1 - 0    | Olympique Khouribga |
| FAR Rabat           | 2 - 1    | Pétro Atlético      |

### Grupo B
| Club               | Pts. | J | G | E | P | GF | GC | GD  |
| ------------------ | ---- | - | - | - | - | -- | -- | --- |
| Étoile du Sahel    | 18   | 6 | 6 | 0 | 0 | 15 | 3  | 12  |
| Espérance de Tunis | 8    | 6 | 2 | 2 | 2 | 10 | 7  | 3   |
| Saint Eloi Lupopo  | 4    | 6 | 1 | 1 | 4 | 8  | 12 | -4  |
| Renacimiento       | 4    | 6 | 1 | 1 | 4 | 6  | 17 | -11 |

| Local             | Marcador | Visita            |
| ----------------- | -------- | ----------------- |
| Étoile Sahel      | 1 - 0    | Espérance ST      |
| Saint Eloi Lupopo | 5 - 1    | Renacimiento FC   |
| Espérance ST      | 1 - 0    | Saint Eloi Lupopo |
| Renacimiento FC   | 0 - 2    | Étoile Sahel      |
| Étoile Sahel      | 4 - 1    | Saint Eloi Lupopo |
| Espérance ST      | 5 - 0    | Renacimiento FC   |
| Saint Eloi Lupopo | 0 - 1    | Étoile Sahel      |
| Renacimiento FC   | 1 - 1    | Espérance ST      |
| Espérance ST      | 1 - 3    | Étoile Sahel      |
| Renacimiento FC   | 3 - 0    | Saint Eloi Lupopo |
| Saint Eloi Lupopo | 2 - 2    | Espérance ST      |
| Étoile Sahel      | 4 - 1    | Renacimiento FC   |

## Final
| Equipo 1  | Agr.       | Equipo 2        | Ida   | Vuelta |
| --------- | ---------- | --------------- | ----- | ------ |
| FAR Rabat | 1 - 1 (v.) | Étoile du Sahel | 1 - 1 | 0 - 0  |

### Ida
| 18-11-2006 | FAR Rabat    | 1–1 | Étoile du Sahel  | Moulay Abdellah Stadium, Rabat |                        |
|            | El Bahri 72' |     | Gilson Silva 34' | Árbitro(s): Ahmed Ouda         | Árbitro(s): Ahmed Ouda |

### Vuelta
| 2-12-2006 | Étoile du Sahel | 0–0 (Global 1-1) | FAR Rabat | Stade Olympique de Sousse, Sousse |  |
|           |                 |                  |           | Árbitro(s): Daniel Bennett        |  |

Étoile du Sahel won on away goal after 1–1 on aggregate.

## Campeón
|                         |
| Bandera de Túnez        |
| Campeón Étoile du Sahel |
| 1.° título              |